# Nada Bambič
Nada Bambič (* 1966) ist eine ehemalige slowenische Squashspielerin.

## Karriere
Nada Bambič, die sich erst im Alter von 26 Jahren intensiver dem Squashsport befasste, spielte viele Jahre für die slowenische Nationalmannschaft und nahm mit dieser 2000, 2013 und 2015 an den Europameisterschaften teil. 2006 wurde Bambič erstmals slowenische Landesmeisterin und verteidigte diesen Titel 2007. Von 2009 bis 2011 sowie nochmals von 2015 bis 2017 sicherte sie sich den Titel sechs weitere Male.

## Erfolge
- Slowenische Meisterin: 8 Titel (2006, 2007, 2009–2011, 2015–2017)